# Футбол на літніх Олімпійських іграх 1956
Олімпі́йський футбо́льний турні́р 1956 — футбольні змагання, що пройшли в рамках XVI Літніх Олімпійських ігор у Мельбурні з 24 листопада по 8 грудня 1956 року. 
У зв'язку з Угорською революцією та реакцією Радянського Союзу на неї, 5 команд із 16 відмовилися від участі у турнірі, завдяки чому представництво футбольних команд на Олімпійських іграх у Мельбурні було найменшим, починаючи з 1912 року. В цілому, рівень турніру був дуже низьким — не брала участі жодна із західноєвропейських країн, окрім аматорської команди Великої Британії. Не було на іграх і чемпіонів Гельсінкі-52 угорськоі команди.
Переможцем турніру стала збірна СРСР, у складі якої золоту медаль завоював і футболіст з України Йожеф Беца.

## Учасники
| 1-е місце | 2-е місце | 3-є місце |
| --------- | --------- | --------- |
| СРСР      | Югославія | Болгарія  |

- СРСР
- Югославія
- Болгарія
- Індія
- Австралія
- Індонезія
- США
- Велика Британія
- Німеччина
- Японія
- Таїланд

## Результати

### Перший раунд

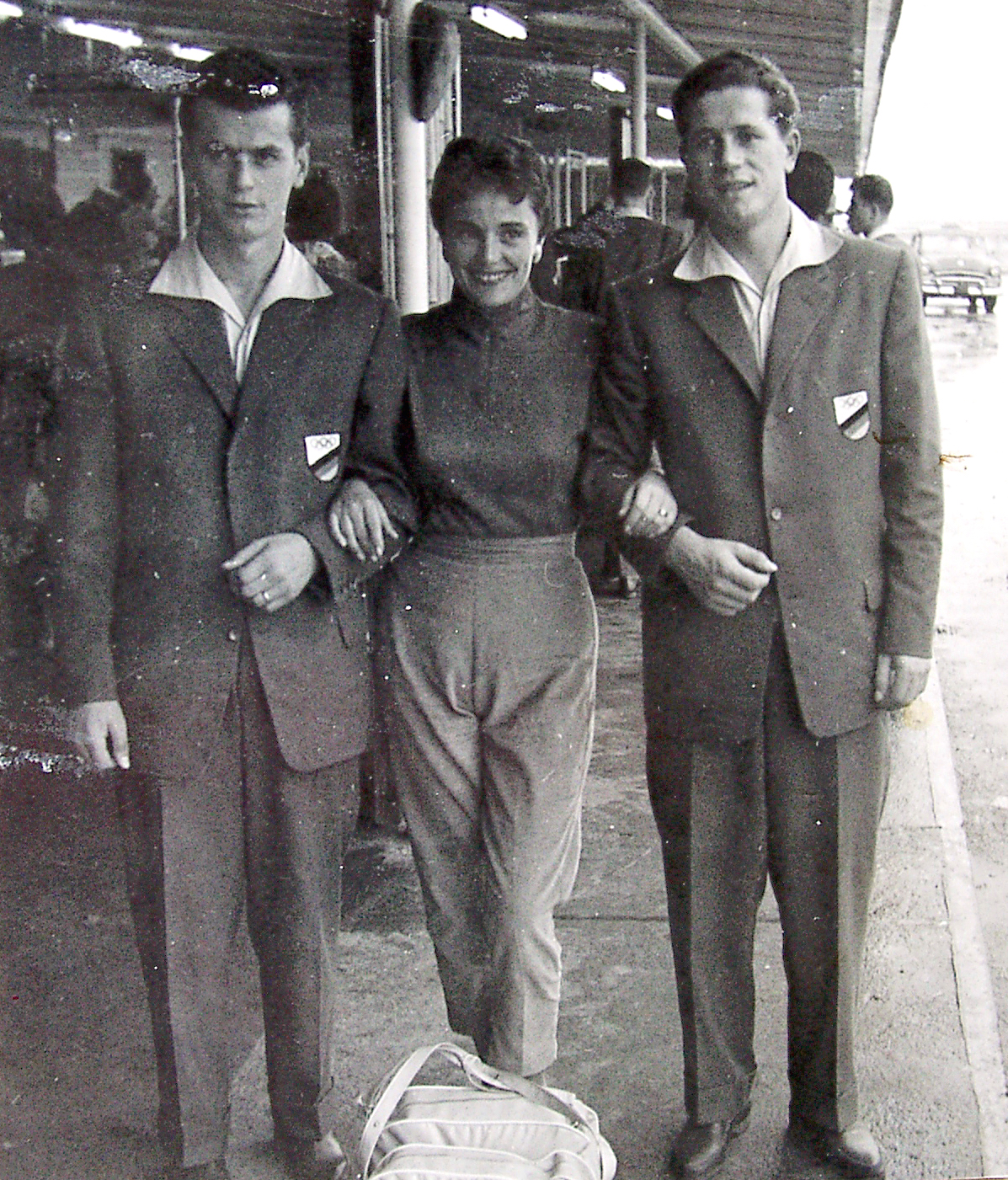
Німецькі гравці Гоффманн (ліворуч) та Швалль (праворуч)

За планом проведення змагань перший раунд, фактично, мав відбутися у форматі 1/8 фіналу, тобто 16 команд було розбито на пари, учасники яких мали визначити переможців у одноматчевих протистояннях. Однак у зв'язку з тим, що 5 команд добровільно знялися зі змагань, програма першого раунду футбольного турніру зазнала значних змін. Фактично, залишалися лише чотири матчі, які можна було провести у рамках першого етапу. Проте за такого перебігу справ не вистачило б одного чвертьфіналіста (матч між КНР та Туреччиною було скасовано взагалі, через відмову обох команд), тож поєдинок між Югославією та збірною Сполучених Штатів було вирішено відкласти на пізніший строк та присвоїти йому одразу статус чвертьфінального.
Перший матч був цікавим більшою мірою тим, що радянській команді, яка вважалася одним з головних претендентів на золоті нагороди, протистояла збірна Об'єднаної Німеччини, що вперше з'явилася на великих світових змаганнях у формі такого консорціуму (до складу команди входили спортсмени з ФРН, НДР, Західного Берліна та Саара). Проте підопічні Зеппа Герберґера нічого не змогли протиставити збірній СРСР, у складі якої провідні ролі відігравали такі відомі футболісти як Лев Яшин, Валентин Іванов та Едуард Стрєльцов. Незважаючи на те, що німці проявили волю до перемоги, та зусиллями Ернста Габіґа скоротили розрив у рахунку за хвилину до фінального свистка, на більше їх не вистачило — 2:1 на користь радянських футболістів.
А наступний матч був повною протилежністю першому. Тут глядачі не побачили напруженої боротьби, зате вдосталь насолодилися забитими м'ячами, яких збірна Великої Британії (в олімпійських футбольних турнірах британці виступають у вигляді єдиної команди) забила у ворота Таїланду аж дев'ять. Команда, очолювана Волтером Вінтерботтомом, була створена переважно з футболістів-аматорів, що істотно поступалися в класі англійським та шотландським професіоналам, тож, попривіть на такий активний початок змагань, як головний претендент на перемогу не розцінювалася.
У третьому матчі першого раунду господарі турніру австралійці доволі впевнено переграли японців на очах рідної публіки завдяки голам Макміллана та Логрена. Для збірної Австралії це був перший олімпійський футбольний турнір і, відповідно, перший матч на Олімпіаді в історії. Самі австралійці не очікували від своєї команди нічого надприродного, більш того, напередодні початку Олімпійських ігор у пресі з'являлися висловлювання на кшталт замітки одного з місцевих журналістів у The Age:
«Австралійська команда була не найкращою і чотири тижні інтенсивних тренувань не зробили нічого для поліпшення рівня. Австралійський футбол втратив прекрасний шанс здобути визнання у світі і гра зазнала нищівного удару».
Не дивно, що стартовий поєдинок господарів турніру зацікавив лише 3568 глядачів, тоді як на гру радянських футболістів у матчі-відкритті прийшли подивитися 20 тисяч вболівальників.
Завдяки відмові від участі цілої низки команд, подолати перший раунд вдалося навіть збірній Індії, яка до цього жодного разу навіть не брала участі ні у відбіркових матчах до чемпіонату світу, ні у розіграшах Кубку Азії. Індійці отримали технічну перемогу через зняття зі змагань збірної Угорщини.
|  |

| Індія | не відбувся 1 | Угорщина |
| ----- | ------------- | -------- |
|       |               |          |

| Олімпік Парк, Мельбурн |

|  |

| Індонезія | не відбувся 1 | Південний В'єтнам |
| --------- | ------------- | ----------------- |
|           |               |                   |

| Олімпік Парк, Мельбурн |

|  |

| КНР | скасовано 2 | Туреччина |
| --- | ----------- | --------- |
|     |             |           |

| Олімпік Парк, Мельбурн |

|  |

| Болгарія | не відбувся 1 | Єгипет |
| -------- | ------------- | ------ |
|          |               |        |

| Олімпік Парк, Мельбурн |

|  |

| США | перенесено 3 | Югославія |
| --- | ------------ | --------- |
|     |              |           |

| Олімпік Парк, Мельбурн |

| 24 листопада 1956 12:00 |

| СРСР                    | 2—1      | Об'єднана Німеччина |
| ----------------------- | -------- | ------------------- |
| Ісаєв 23' Стрєльцов 86' | Протокол | Габіґ 89'           |

| Олімпік Парк, Мельбурн Суддя: Роберт Манн Відвідуваність: 20,000 |

| 26 листопада 1956 12:00 |

| Велика Британія                                                                       | 9—0      | Таїланд |
| ------------------------------------------------------------------------------------- | -------- | ------- |
| Чарлз Твісселл 12' 20' Льюїс 21' (пен.) Лейборн 30' 82' 85' Бромілов 75' 78' Топп 90' | Протокол |         |

| Олімпік Парк, Мельбурн Суддя: Микола Латишев |

| 27 листопада 1956 16:30 |

| Австралія                       | 2—0      | Японія |
| ------------------------------- | -------- | ------ |
| Макміллан 26' (пен.) Логрен 61' | Протокол |        |

| Олімпік Парк, Мельбурн Суддя: Реджінальд Лунд Відвідуваність: 3,568 |

1 Єгипет, Південний В'єтнам та Угорщина знялися зі змагань. 

2 Обидві команди знялися зі змагань. Матч було скасовано. 

3 У зв'язку зі зняттям п'яти команд матч одразу отримав статус 1/4 фіналу.

### Чвертьфінали

Ігор Нетто допомагає супернику

Анатолій Ільїн проти індонезійця

У першому чвертьфінальному матчі (який мав відбутис, ще на стадії першого раунду) Югославія просто каменя на камені не лишила від США, вигравши з нищівним рахунком 9:1. Хет-триками відзначилися югослави Тодор Веселінович та Мухамед Муїч.
А ось збірна СРСР дещо загальмувала у матчі з індонезійцями, зігравши з ними у нульову нічию. Безумовно, головна заслуга у цьому належала футболістам з Азії, які усією командою, мов стіною, стояли у власному штрафному майданчику. Згідно з регламентом змагань, команди мали переграти матч у встановлену організаторами дату. Результат першого матчу надихнув індонезійців понад допустиму межу, за якою виникли перебільшене уявлення про власні скромні можливості та ілюзорна надія обіграти радянську команду у грі на зустрічних курсах. Зрештою, футболісти збірної Індонезії розкрилися, за що дуже скоро поплатилися, пропустивши два голи в двохвилинному проміжку. А ближче до перерви Ігор Нетто довів рахунок до непристойного. Зрозумівши, що обрали помилкову тактику, індонезійці, аби уникнути ще більшого розгрому, взялися за старе. Проте за хвилину до фінального свистка Сергію Сальникову все ж вдалося головою відправити четвертий м'яч у ворота суперників (Валентин Іванов у своїх мемуарах «Центральне коло» помилково приписав цей м'яч Анатолію Ільїну, який зробив Сальникову передачу). Ще однією особливістю цього матчу стало те, що вперше і востаннє на турнірі ворота збірної СРСР захищав не Лев Яшин, а Борис Разинський. Можливо причиною цього став епізод у першому матчі між цими командами, коли Яшин мало не став причиною поразки. В одному з моментів він вийшов за межі штрафного майданчика і, замість того, щоб вибити м'яч за бокову лінію, почав обводити нападника індонезійців. Той відібрав у нього шкіряну сферу і лише якимось дивом не зумів влучити у порожні ворота.
Поєдинок між Болгарією та Великою Британією обіцяв бути доволі цікавим, з огляду на протистояння двох ідеологій: західної та східної. Проте цікавим він був лише з політичної точки зору, а ось у спортивному плані це була звичайна «гра в одні ворота». Британці спромоглися забити всього один м'яч, на який болгари відповіли аж шістьма влучними ударами. Хет-трик на свій рахунок записав форвард софійського ЦСКА Дімітар Міланов.
1 грудня 1956 року, окрім повторного матчу між СРСР та Індонезією, відбувся ще один чвертьфінальний поєдинок, у якому зійшлися збірні Австралії та Індії. Індійці несподівано досить впевнено перемогли, а Невіл Д'Соуза відзначився трьома забитими м'ячами, що дозволило йому втрутитися у суперечку за звання найкращого бомбардира турніру. Однак гра була дещо затьмарена незрозумілими рішеннями індонезійського рефері, який не зарахував у першій половині гри два м'ячі, що влетіли у сітку воріт індійців. Капітан австралійців Боб Бігналл так і не зміг отримати від нього у перерві хоч якихось пояснень з цього приводу через те, що між суддею та футболістами існував мовний бар'єр. Тоді ще не існувало рішення ФІФА, яке б зобов'язувало усіх арбітрів розмовляти англійською мовою. Таким чином одна з найслабших збірних турніру змогла пробитися до півфіналу та залишити за бортом команду-господаря.
| 28 листопада 1956 16:30 |

| Югославія                                                        | 9—1      | США            |
| ---------------------------------------------------------------- | -------- | -------------- |
| Веселинович 10' 84' 90' Антич 12' 73' Муїч 16' 35' 56' Папєц 20' | Протокол | Зерхьойзен 42' |

| Олімпік Парк, Мельбурн Суддя: Моріс Свейн Відвідуваність: 5,292 |

| 29 листопада 1956 16:30 |

| СРСР | 0—0      | Індонезія |
| ---- | -------- | --------- |
|      | Протокол |           |

| Олімпік Парк, Мельбурн Суддя: Реджінальд Лунд Відвідуваність: 3,228 |

| 1 грудня 1956 10:30 |

| СРСР                                   | 4—0      | Індонезія |
| -------------------------------------- | -------- | --------- |
| Сальников 17' 59' Іванов 19' Нетто 43' | Протокол |           |

| Олімпік Парк, Мельбурн Суддя: Реджінальд Лунд Відвідуваність: 6,735 |

| 30 листопада 1956 12:00 |

| Болгарія                                      | 6—1      | Велика Британія |
| --------------------------------------------- | -------- | --------------- |
| Димитров 6' Колєв 40' 85' Міланов 45' 75' 80' | Протокол | Льюїс 30'       |

| Олімпік Парк, Мельбурн Суддя: Рон Райт |

| 1 грудня 1956 14:30 |

| Австралія      | 2—4      | Індія                        |
| -------------- | -------- | ---------------------------- |
| Морроу 17' 41' | Протокол | Д'Соуза 9' 33' 50' Кітту 80' |

| Олімпік Парк, Мельбурн Суддя: Уенсвін Відвідуваність: 7,413 |

### Півфінали
Перший півфінальний матч між збірними Індії та Югославії розпочався доволі несподівано — індійці протягом більш ніж 50-ти хвилин стримували атакуючі дії югославів, а на 51-й хвилині все той же Д'Соуза відправив м'яч у сітку воріт Відініча. Проте «казка» для збірної Індії тривала недовго. Досвідченіші та майстерніші югослави швидко оговталися і змінили хід поєдинку на свою користь. Вже через дві хвилини Златко Папєц відновив паритет, а ще три хвилини потому Тодор Веселінович розставив усе по своїм місцям. Індійці посипалися та пропустили ще два голи, один з яких у власні ворота забив Мухамед Абдус Салам.
Зустріч з болгарськими футболістами була найважчою для радянської команди і найцікавішою з усіх попередніх ігор футбольного турніру. Перемога з мінімальним рахунком у додатковий час стала можливою лише завдяки максимальному напруженню всіх моральних і фізичних сил. Це був важкий, але почесний для збірної СРСР виграш, з огляду на те, що збірна Болгарії вважалася найсильнішою командою турніру та взагалі не знала поразок протягом останніх трьох сезонів. Гра з перших хвилин прийняла гострий характер і, попри спекотну погоду, проходила у дуже високому темпі. У першій половині болгарські футболісти мали значну перевагу. Вони завдали 24 ударів по воротам радянської команди. Особливо небезпечним був Колєв, який часто виходив вперед і загрожував Яшину. У другій половині гра у болгарських футболістів дещо розладналася, проте футболісти збірної СРСР не зуміли цим скористатися. Наприкінці другого тайму Тищенко пошкодив ключицю, але в інтересах команди залишився на полі, перейшовши на лівий край. 90 хвилин гри не принесли успіху жодній команді, і футболісти пішли на відпочинок, щоб згодом продовжити боротьбу в додатковий час. Перші п'ятнадцять хвилин екстра-часу болгарські футболісти зберігали перевагу. На п'ятій хвилині після верхової передачі, яку не зміг перервати Огоньков, Іван Колєв відправив м'яч у сітку воріт Яшина. Однак друга п'ятнадцятихвилинка додаткового часу почалися бурхливими атаками радянських футболістів. Болгари часто контратакували, вважаючи, що чисельна перевага (у радянській команди майже не брав участі в грі Тищенко) дозволить їм збільшити результат. Проте Стрєльцов зрівняв рахунок, а за чотири хвилини до кінця зустрічі Татушин, забивши другий м'яч, приніс перемогу збірній СРСР.
| 4 грудня 1956 14:15 |

| Югославія                                      | 4—1      | Індія       |
| ---------------------------------------------- | -------- | ----------- |
| Папєц 54' 65' Веселинович 57' Салам 78' (авт.) | Протокол | Д'Соуза 52' |

| Олімпік Парк, Мельбурн Суддя: Микола Латишев Відвідуваність: 16,626 |

| 5 грудня 1956 16:30 |

| СРСР                        | 2—1 (д.ч.) | Болгарія  |
| --------------------------- | ---------- | --------- |
| Стрєльцов 112' Татушин 116' | Протокол   | Колєв 95' |

| Олімпік Парк, Мельбурн Суддя: Роберт Манн Відвідуваність: 21,079 |

### Матч за 3-тє місце
Для багатьох підсумок цього матчу був очевидним. Болгари, розлючені, мов поранений звір, після поразки радянській збірній, не повинні були мати проблем зі збірною Індії, яка, безумовно, хоч і стала відкриттям турніру, проте аж надто поступалася збірній Болгарії у майстерності та досвіді міжнародних поєдинків. Зрештою, несподіванки не сталося — болгари на класі обіграли індійців, забивши три м'ячі, що так і лишилися без відповіді.
| 7 грудня 1956 14:15 |

| Болгарія                 | 3—0      | Індія |
| ------------------------ | -------- | ----- |
| Дієв 37' 60' Міланов 42' | Протокол |       |

| Олімпік Парк, Мельбурн Суддя: Микола Латишев Відвідуваність: 21,236 |

### Фінал

Збірна СРСР — переможець футбольного турніру Олімпійських ігор 1956

Останній матч між командами СРСР та Югославії відбувся за традицією в день закриття Олімпійських ігор. Цього дня було встановлено безумовний рекорд відвідуваності турніру — на фінальний матч прийшли понад 86 тисяч глядачів. Австралійці сподівалися побачити цікаву гру, і вони не помилилися. Незважаючи на те, що до половини першого тайму йшов дощ і протягом усього матчу поле було слизьким, а футболісти часто падали, гра проходила у швидкому темпі з великою кількістю цікавих моментів. Завдяки хорошій обробці м'яча, чудовому дриблінгу та точним передачам югославам вдалося захопити ініціативу. У перші 15 хвилин Яшин весь час перебував у грі. Біля воріт радянської команди було створено низку небезпечних моментів, проте перший натиск збірна СРСР зуміла відбити та все частіше почала створювати загрозу на половині поля суперника. Так, у обопільних атаках, і пройшла перша половина фінального матчу.
У другій половині гри боротьба розгорілася з не меншою напругою, однак перевагу зберігали радянські футболісти, які атакували дещо гостріше. На 48-й хвилині Борис Татушин обійшов захисника і надіслав м'яч до штрафного майданчика, де у боротьбу за нього вступили Ісаєв та Раденкович. Радянський нападник опинився першим на м'ячі та зробив передачу на Ільїна, який головою забив гол у порожні ворота (втім, існує версія, згідно з якою Ільїн підставив голову, коли м'яч перебував уже у воротах. Анатолій Ісаєв стверджує, що саме так і було. Нібито й інші футболісти збірної це бачили, проте не бажають говорити на цю тему. На відеозапису збагнути, хто ж саме забив, не вдалося). Успіх підбадьорливо подіяв на радянську команду, яка продовжувала вести безперервні атаки, змушуючи грати на повну силу захист і воротаря суперників. Слід зазначити, що югославам усе ж вдалося забити в цьому матчі, проте гол не було зараховано, бо його автор Златко Папєц перебував у положенні поза грою.
Фінальний свисток австралійського арбітра Рона Райта зафіксував мінімальну перемогу збірної СРСР, яка вперше в історії стала переможцем футбольного турніру літніх Олімпійських ігор. Першими переможців із завойованим титулом поздоровили гравці збірної Югославії, для багатьох з яких це були перші великі змагання (основна група югославських футболістів у той час проводила в Європі товариські поєдинки зі збірними Англії та Шотландії).
| СРСР | Югославія |
| Лев Яшин, Анатолій Башашкін, Михайло Огоньков, Борис Кузнєцов, Ігор Нетто, Анатолій Масльонкін, Борис Татушин, Анатолій Ісаєв, Микита Симонян, Сергій Сальников, Анатолій Ільїн | Петар Младенковіч, Младен Кощак, Нікола Радовіч, Іван Шантек, Любіша Спаїч, Доброслав Крстіч, Драґослав Шекуралац, Сава Антіч, Златко Папєц, Тодор Веселіновіч, Мухамед Муїч |

| 8 грудня 1956 14:15 |

| СРСР      | 1—0      | Югославія |
| --------- | -------- | --------- |
| Ільїн 48' | Протокол |           |

| Олімпік Парк, Мельбурн Суддя: Рон Райт Лайнсмени: Роберт Манн, Моріс Свейн Відвідуваність: 86,716 |

## Медалісти
| Ранг             | Володарі нагород |
| ---------------- | --- |
| Золото СРСР      | Лев Яшин (ВР), Борис Разинський (ВР), Микола Тищенко, Анатолій Башашкін, Михайло Огоньков, Борис Кузнєцов, Олексій Парамонов, Ігор Нетто, Анатолій Масльонкін, Йожеф Беца, Борис Татушин, Анатолій Ісаєв, Микита Симонян, Сергій Сальников, Анатолій Ільїн, Валентин Іванов, Едуард Стрєльцов, Володимир Рижкін, Юрій Бєляєв Тренер: Гаврило Качалін |
| Срібло Югославія | Благоє Відініч (ВР), Петар Раденкович (ВР), Сава Антіч, Ібрагім Біоградліч, Доброслав Крстіч, Младен Кощак, Лука Ліпосінович, Мухамед Муїч, Златко Папєц, Нікола Радович, Іван Сантек, Драгослав Шекуларац, Любіша Спаїч, Тодор Веселінович Тренер: Мілован Сіріч                                                                                    |
| Бронза Болгарія  | Йордан Йосіфов (ВР), Георгі Найдєнов (ВР), Стефан Божков, Тодор Дієв, Георгій Димитров, Мілчо Горанов, Крум Янєв, Іван Колєв, Нікола Ковачев, Манол Манолов, Дімітар Міланов, Панайот Панайотов, Кіріл Ракаров, Гавріл Стоянов Тренер: Стоян Орманджиев                                                                                              |

## Залікові очки
| СРСР | Югославія | Болгарія | Індія | Австралія | Індонезія | Велика Британія | США  |
| ---- | --------- | -------- | ----- | --------- | --------- | --------------- | ---- |
| 7    | 5         | 4        | 3     | 0,75      | 0,75      | 0,75            | 0,75 |